# Mercedes Paz
Mercedes María Paz (São Miguel de Tucumã, 27 de junho de 1966) é uma ex-tenista profissional argentina.